# Oost-Europees Kraton

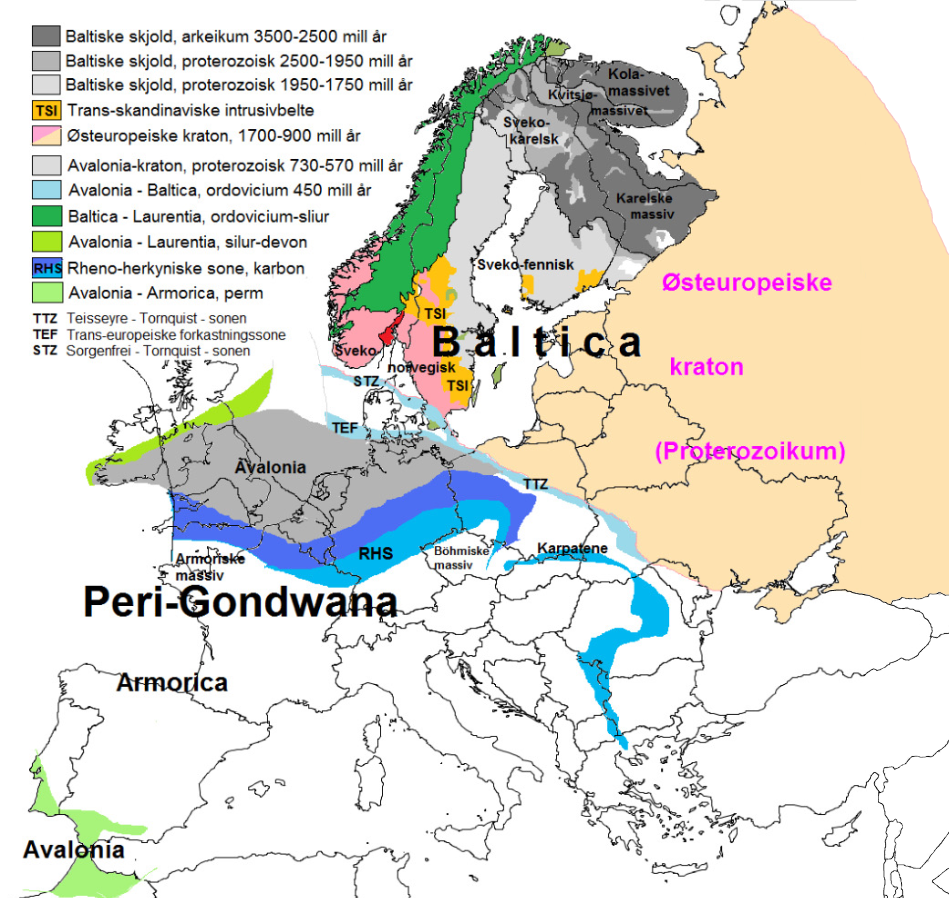
Baltica na de aanhechting van Avalonia.

Het Oost-Europees Kraton of Baltica is een oud stuk van de aardkorst in het noorden en oosten van Europa. Het is een kraton en een paleocontinent dat bestaat uit Archeïsche en Proterozoïsche kristallijne gesteenten, met ouderdommen tussen de 3,7 en 0,55 miljard jaar. Het Oost-Europees Kraton vormt de gesteentesokkel onder Oost-Europa en Scandinavië.

## Ligging
Het Oost-Europees Kraton wordt in het oosten begrensd door de Oeral en in het zuiden en westen door de Tornquistlijn, een breuklijn waarlangs jongere terreinen in het Paleozoïcum (met name tijdens de Caledonische en Hercynische orogeneses) tegen het kraton aan geaccretiseerd zijn. Het kraton komt op drie plekken aan het oppervlak: in het Baltisch of Fennoscandisch Schild (Noorwegen, Zweden, Finland samen met Karelië en het Kolaschiereiland in Rusland), in het Oekraïens Schild (dat een groot deel van Oekraïne beslaat) en in het Voronezjschild (aangrenzend aan Oekraïne, in het zuiden van Europees Rusland).
Tussen de Baltische en Oekraïense schilden ligt het Oost-Europees Platform (de Baltische staten, Wit-Rusland en grote delen van Europees Rusland), een gebied waar het Oost-Europees Kraton wel het diepere deel van de aardkorst vormt, maar wordt overdekt met jongere gesteenten.

## Opbouw
Het Oost-Europese Kraton bestaat uit terreinen met uiteenlopende ouderdommen. Deze terreinen zijn tijdens verschillende Archeïsche en Proterozoïsche orogeneses samengevoegd tot de huidige configuratie. De belangrijkste van deze fases van gebergtevorming waren:
- De Kola-Karelische orogenese (2,0 tot 1,9 miljard jaar oud), die in het noordoosten van Scandinavië en aangrenzend Rusland terug te vinden is;
- De Svecofennische orogenese (2,0 tot 1,6 miljard jaar oud), die in het oosten van Zweden en zuiden van Finland wordt teruggevonden;
- De Gotische orogenese (1,77 tot 1,5 miljard jaar oud), die in het zuiden van Zweden gevonden wordt;
- De Sveco-Noorse orogenese (1,05 tot 0,9 miljard jaar oud), te vinden in het zuiden van Noorwegen en Zweden.

## Tektonische geschiedenis
Baltica ontstond uit ten minste drie Archeïsche kernen. De grootste van deze kernen is Fenno-Scandia in het noorden; de andere zijn Volgo-Uralia in het oosten van het kraton en Sarmatia in het zuiden, in en rondom Oekraïne. Zeer waarschijnlijk zat het kraton oorspronkelijk in het noordwesten vast aan Laurentia (tegenwoordig Noord-Amerika). 
Aan de zuidelijke rand groeide het kraton in de loop van het Proterozoïcum aan door accretie (Svecofinnische en Gotische orogeneses). Deze accretiegordels lopen naar het westen toe door in de Grenville-orogenese, in feite dezelfde fase van gebergtevorming in Noord-Amerika. Behalve Baltica en Laurentia kwamen hierbij ook andere continenten samen te liggen. De grote landmassa die zo ontstond was het supercontinent Rodinia.
Rond 750 miljoen jaar geleden brak Rodinia uiteen in delen. Tussen Baltica en Laurentia opende de Iapetusoceaan. Tijdens de Caledonische orogenese, ongeveer 400 miljoen jaar geleden, botste Baltica weer tegen Laurentia, waarbij het continent Laurazië ontstond.